# Bétérou
Bétérou è un arrondissement del Benin situato nella città di Tchaourou (dipartimento di Borgou) con 18.740 abitanti (dato 2006).